# Moraria intermedia
Moraria intermedia is een eenoogkreeftjessoort uit de familie van de Canthocamptidae. De wetenschappelijke naam van de soort is voor het eerst geldig gepubliceerd in 1931 door Borutsky.